# فاوستو دوس سانتوس
فاوستو دوس سانتوس (بالإنجليزية: Fausto dos Santos)‏ الشهير باسم فاوستو (28 يناير 1905 في كودو، البرازيل – 29 مارس 1939 في سانتوس دومونت، البرازيل) لاعب كرة قدم برازيلي راحل كان يجيد اللعب في مركز الوسط المدافع . استعاره نادي برشلونة الإسباني مع زميله جاغواري في موسم 1931-1932 .
اشتهر بلقب الأسود العجيب . كان عازفا للبيانو ولكن عند إقرار قانون الاحتراف في الثلاثينات ترك مهنته .
شارك مع منتخب البرازيل في بطولة كأس العالم لكرة القدم 1930 التي أقيمت في الأوروغواي وخرج من الدور الأول .
توفي عن عمر ناهز 34 سنة بسبب إصابته بمرض السل .

## وصلات خارجية
- فاوستو دوس سانتوس على موقع الاتحاد الدولي (مؤرشف)  (الإنجليزية)
- فاوستو دوس سانتوس على موقع قاعدة بيانات كرة القدم.إي يو (الإنجليزية)
- فاوستو دوس سانتوس على موقع Soccerway.com (الإنجليزية)
- بيليه نت
- ميلتون نيفيس
- هذا كرة السامبا